# Ou del diable

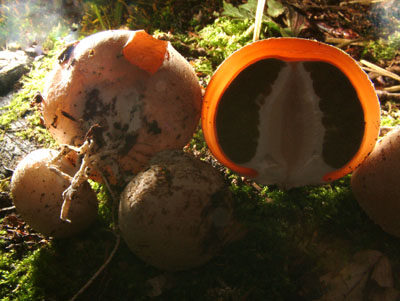
Exemplars d'ou del diable.

L'ou de diable o fal·lus impúdic (Phallus impudicus) és un bolet reconeixible per la seva forma fàl·lica i per la seva olor nauseabunda. La imatge del bolet adult i madur és exactament la que descriu el nom científic. La gleba desprèn una forta olor de carn podrida que atreu les mosques i altres insectes per tal que es dipositin damunt el cos fructífer i s'omplin les potes d'una bava gelatinosa que conté les espores i que així es dispersen. Certes espècies de cal·lifòrids mengen aquesta bava i dispersen les espores amb els excrements.

## Noms populars
Rep els noms següents: bolet pudent, cagarada de gitana, coleta blanca, ou de gall o ou de pleta.

## Morfologia
- Cos fructífer: al principi en forma d'ou, semisoterrat, de color blanc, amb una mena de rizoide a la seva part inferior del mateix color. En aquesta fase es pot reconèixer si es talla per la meitat perquè presenta una zona central blanca, una capa intermèdia de color verd oliva que correspon a la gleva i a la zona més externa, davall la cutícula, una capa ocràcia gelatinosa que recobreix el cos fructífer. Quan el peridi s'obre, emergeix el cos fructífer, de 3 a 5 cm d'alt, de color blanc, en forma cònica, amb reticulacions que eixen, que és on es disposa la gleva. La gleva és gelatinosa, de color verd oliva clar, inclou les espores i desprèn una forta i desagradable olor de carn podrida.
- Peu: d'entre 10-20 × 2-3,5 cm d'alt, esponjós, de color blanc.
- Espores: ovalades, de 3-5 × 1,5-2 micres, disposades en la gleva, esporada groc pàl·lid.

## Hàbitat
Es pot trobar a gran part d'Europa i l'Amèrica del Nord, i també es pot recollir a la Xina, Costa Rica, Islàndia, Índia, Tanzània i el sud-est d'Austràlia en boscs termòfils. A l'Amèrica del nord, és molt comú a l'oest del riu Mississipi; en canvi, Phallus ravenelii és més comú a l'est. El bolet està associat amb la fusta podrida, i com a tal es troba majoritàriament en boscos caducifolis. Fructifica des de la fi de la primavera fins al principi de l'hivern. També es poden trobar exemplars en boscos de coníferes i alzinars o fins i tot, en àrees verdes com parcs i jardins. També es poden formar associacions micorrizes amb certs arbres.
Als Països Catalans, l'ou del diable es troba en sòls amb abundant matèria orgànica, en zones de boscos planifolis, i més rarament, en margenals de camins, boscos de coníferes i en avetars repoblats. Se l'ha observat en alguns alzinars de l'illa de Mallorca, així com a zones de bosc mixt.

## Risc de confusió amb altres espècies
Es pot confondre amb l'ou del diable violaci (Phallus hadriani) que té l'ou de color rosa o violaci i creix a jardins. En l'estat primari es podria confondre a simple vista amb Clathrus ruber, ja que al principi també es desenvolupa sota terra en forma d'ou.

## Comestibilitat
Quan es troba en l'etapa d'ou, la capa més interna pot ésser retallada amb un ganivet i menjada crua, ja que és cruixent i amb un sabor atractívol. Aquest bolet es menja a França i Alemanya on és venut fresc, en conserva o emprat en l'elaboració de botifarres. Els exemplars adults no són apetitosos per la seva olor fètid.
A l'edat mitjana va ésser utilitzat per guarir la gota i com una poció d'amor.

## Galeria

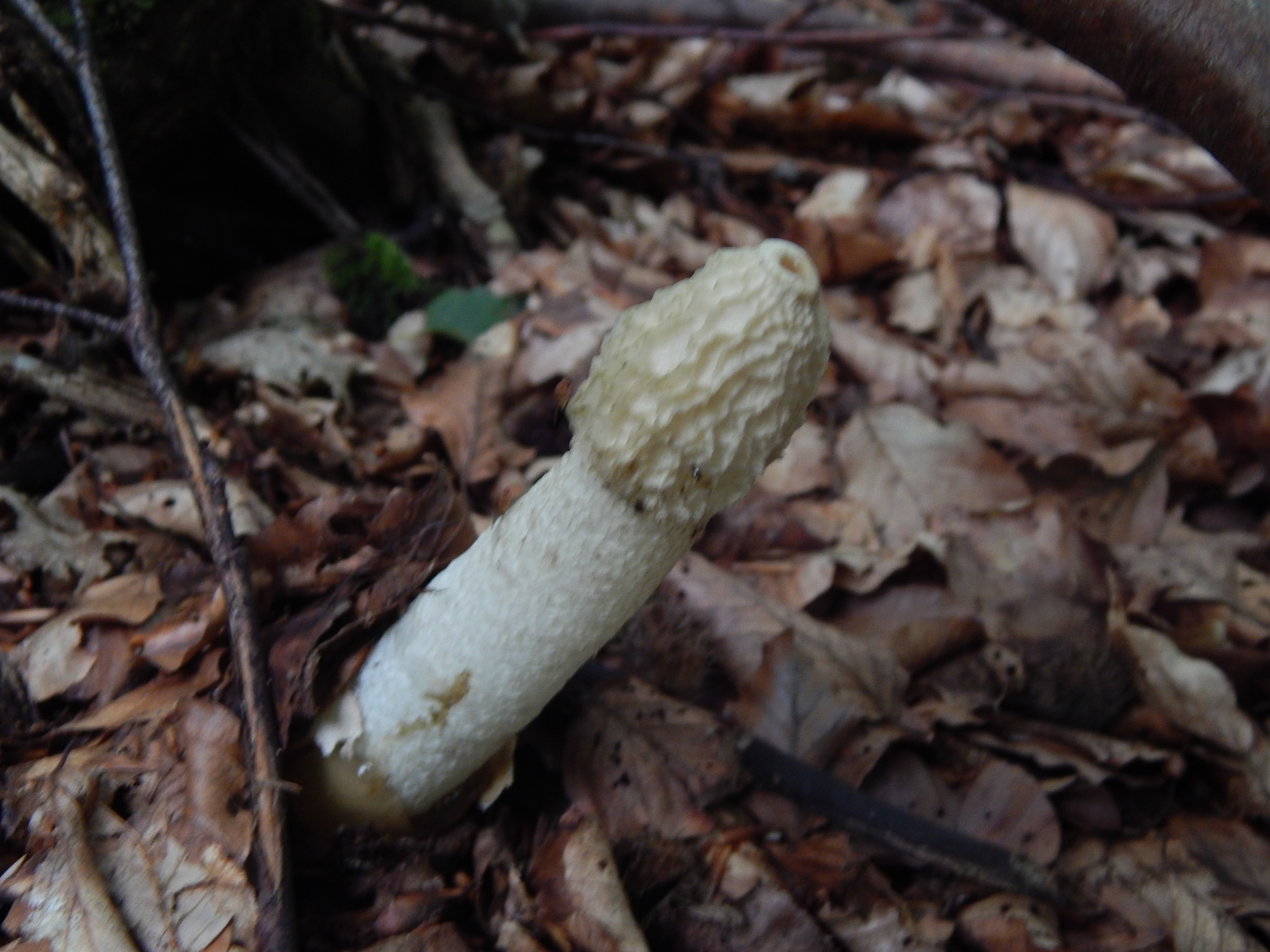
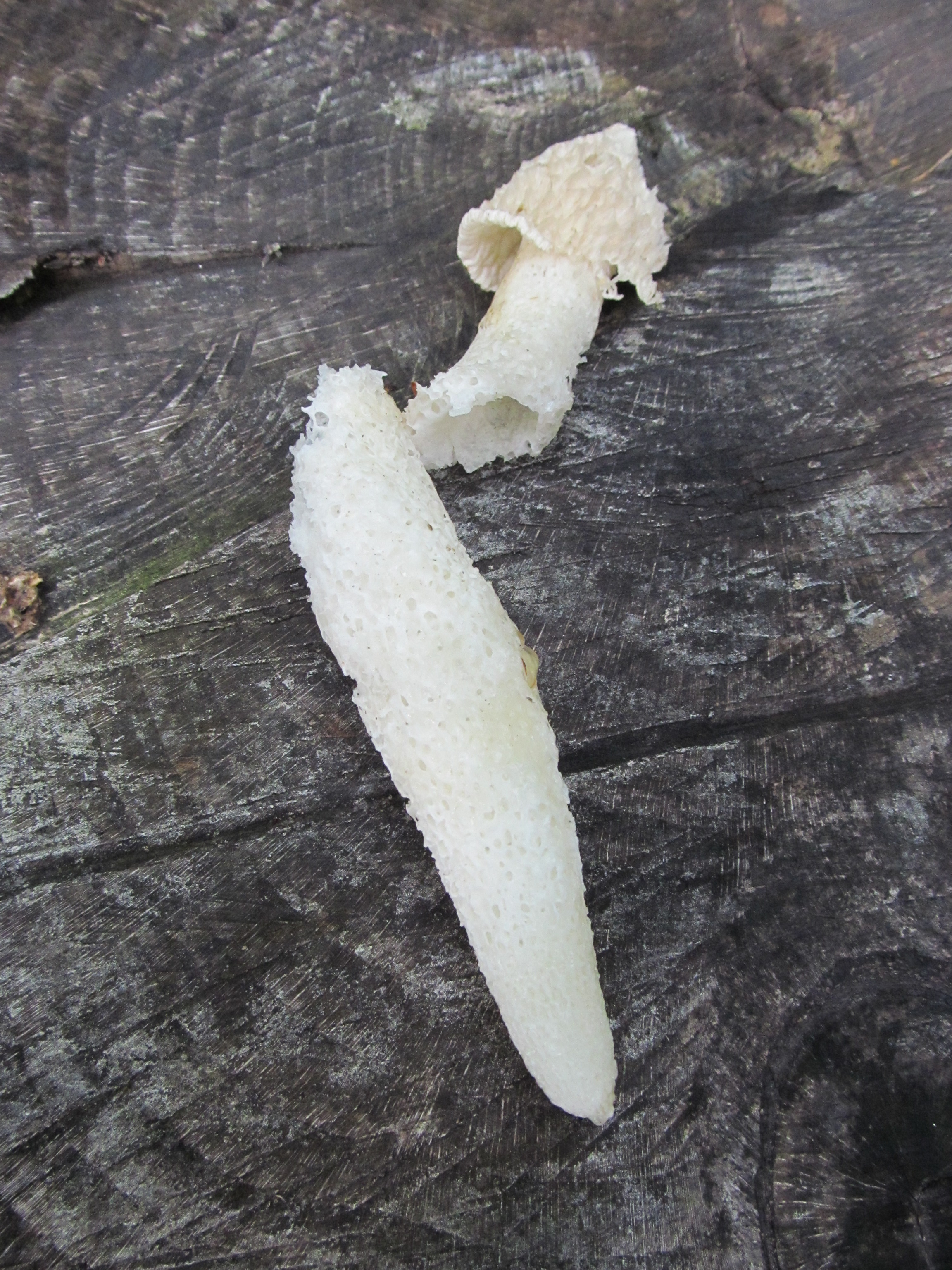
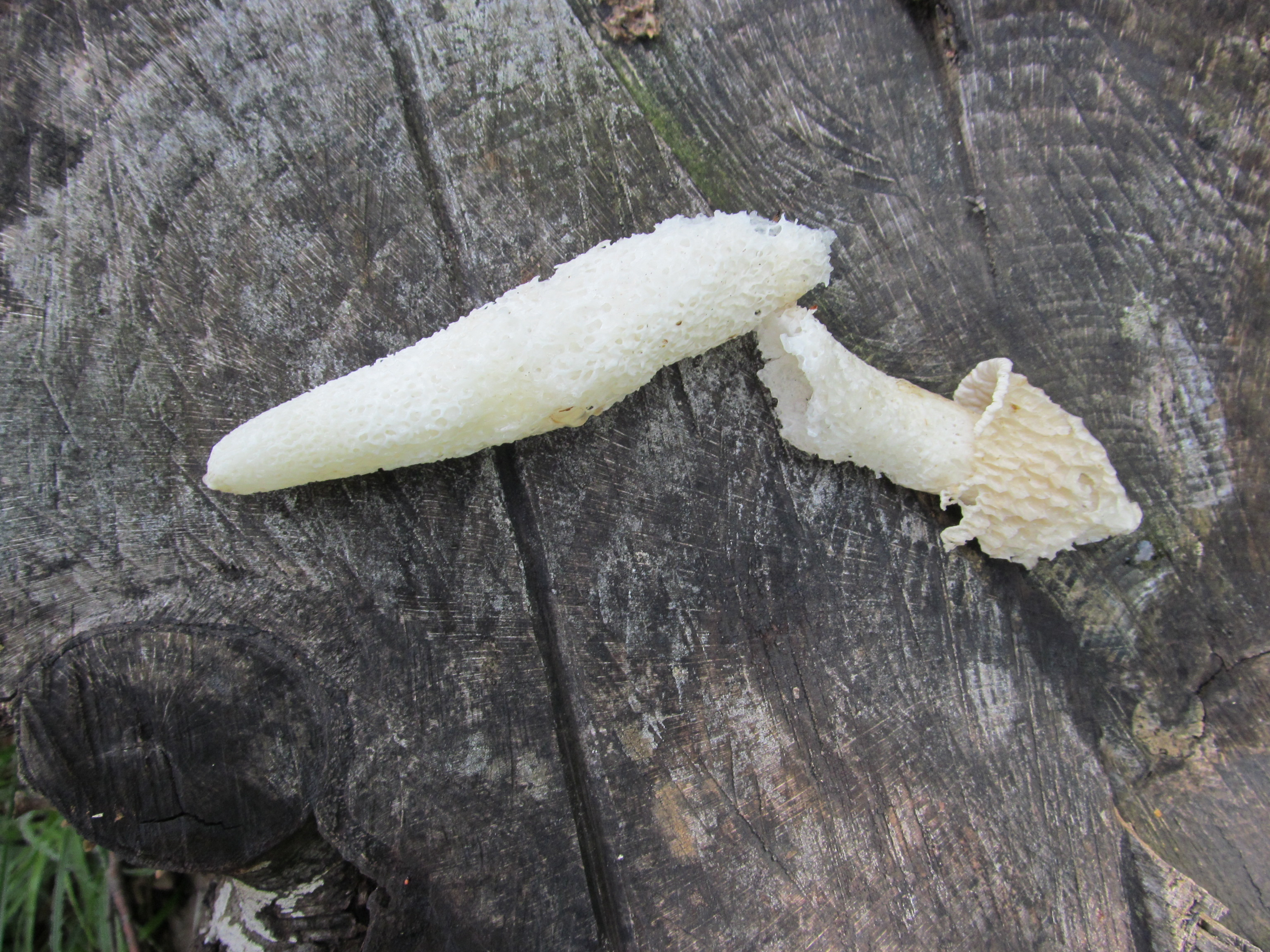
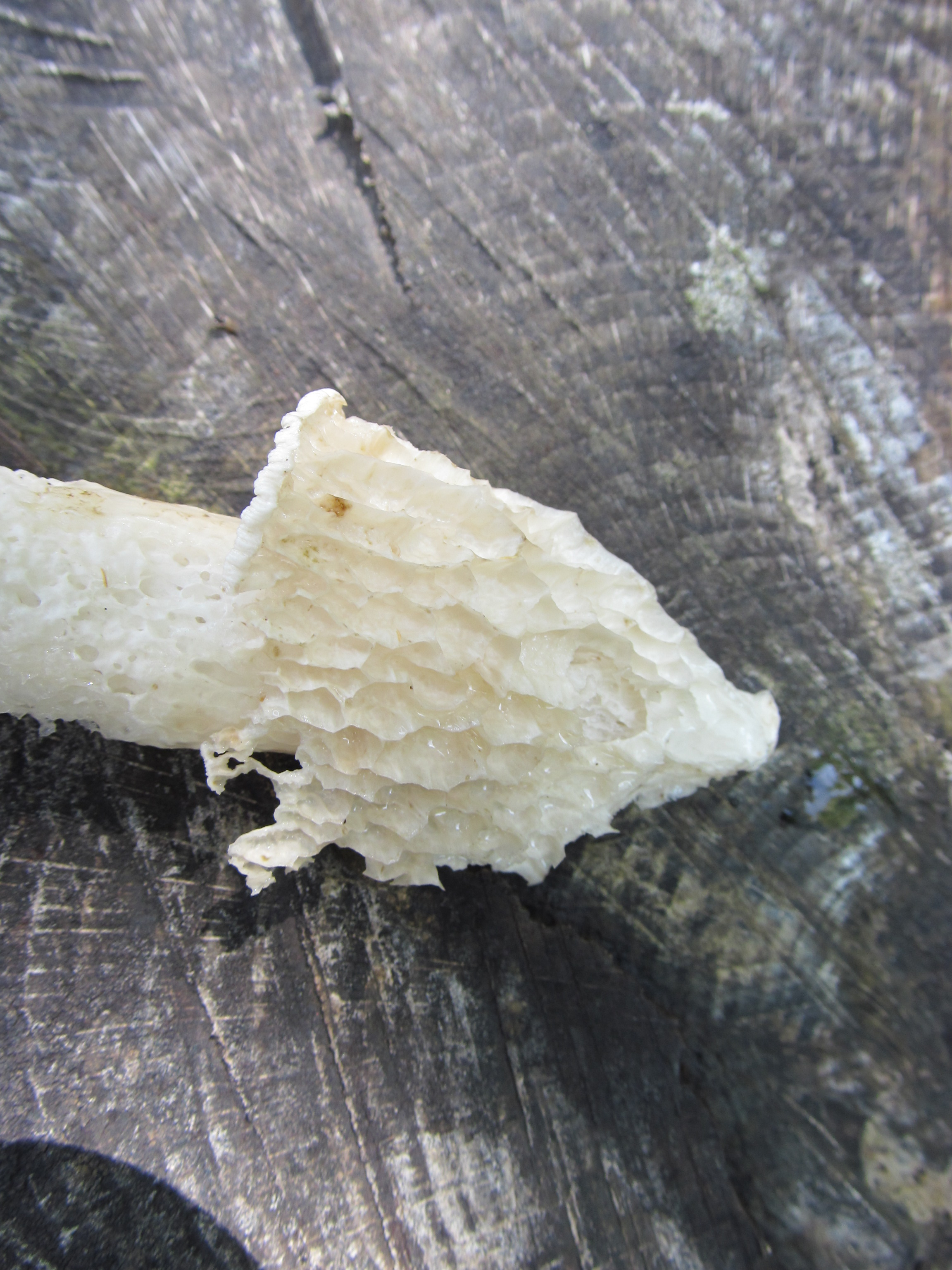
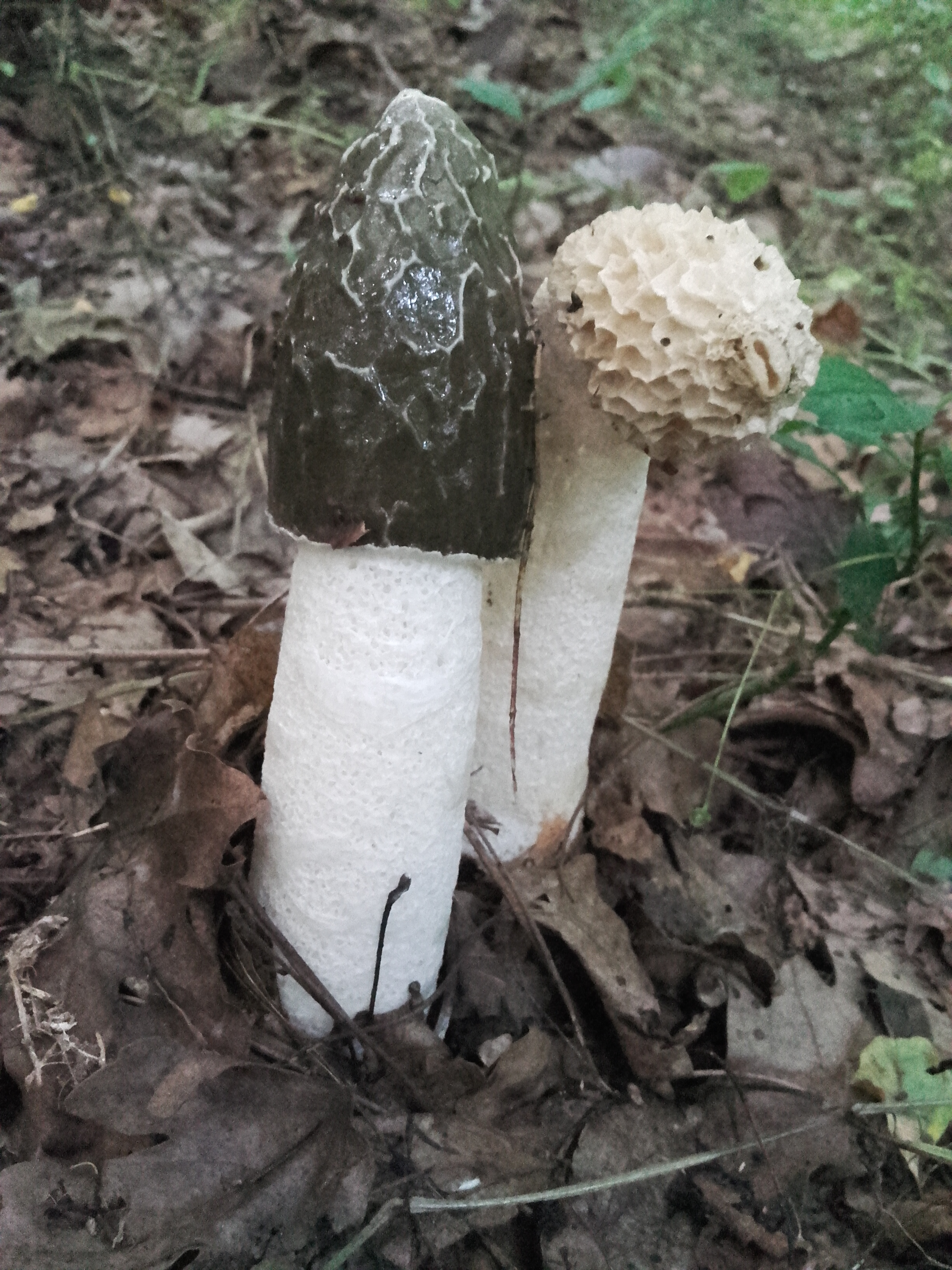
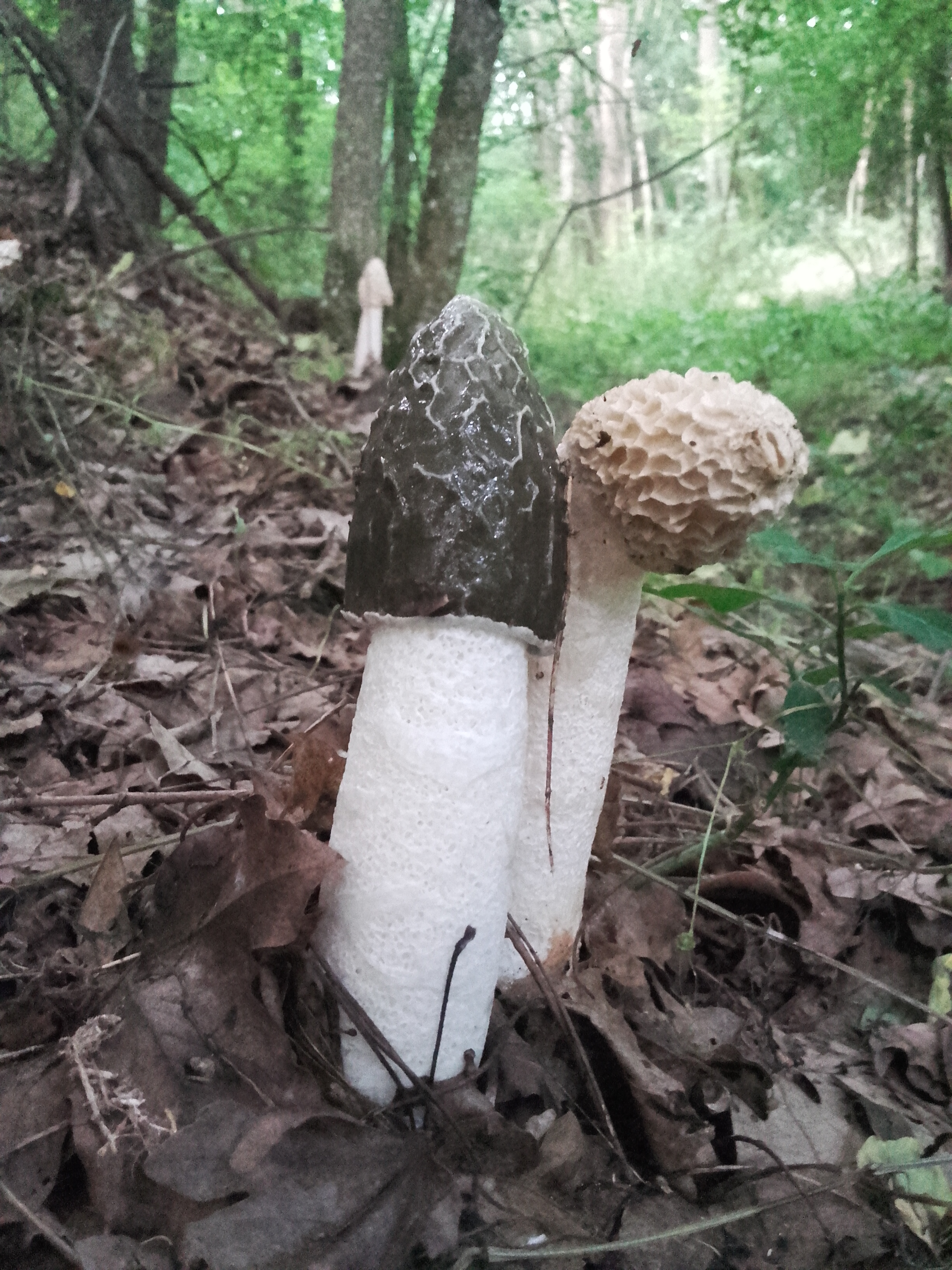
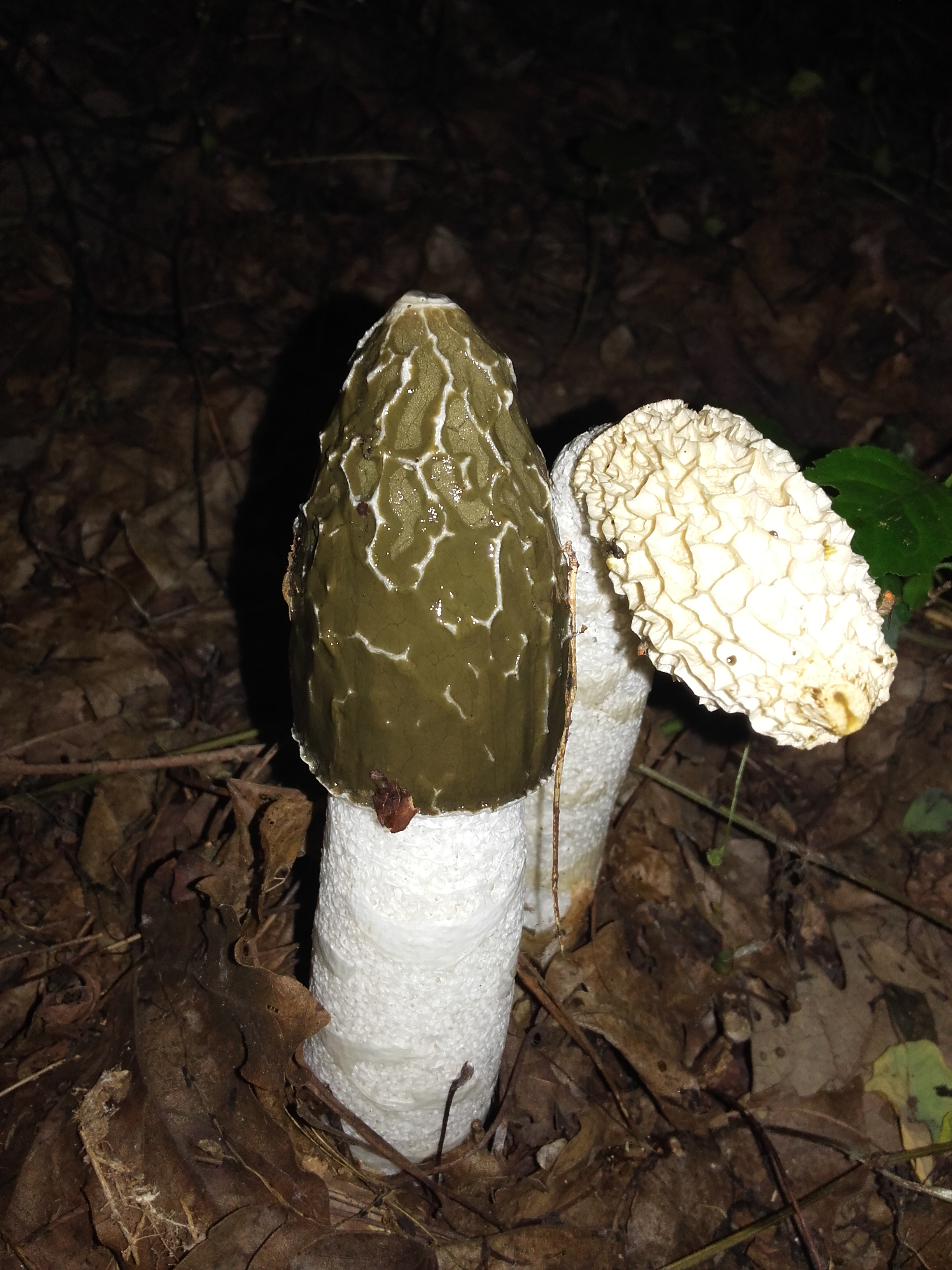